# Kyselica
Kyselica este o comună slovacă, aflată în districtul Dunajská Streda din regiunea Trnava. Localitatea se află la altitudinea de 122 m deasupra n.m., se întinde pe o suprafață de 3,65 km2 și în 2017 număra 157 de locuitori.

## Istoric
Localitatea Kyselica este atestată documentar din 1205.

## Demografie
| An:                | 1994 | 2004   | 2014    | 2024 |
| ------------------ | ---- | ------ | ------- | ---- |
| Număr de persoane: | 124  | 136    | 150     | 270  |
| Diferență:         |      | +9,67% | +10,29% | +80% |

| An:                | 2023 | 2024   |
| ------------------ | ---- | ------ |
| Număr de persoane: | 254  | 270    |
| Diferență:         |      | +6,29% |